# クラムシェル・アライアンス
クラムシェル・アライアンス（英語: Clamshell Alliance）は、1976年に設立されたアメリカ合衆国の反核団体。

## 名称
「クラムシェル」は2枚貝の貝殻のこと。ロゴマークも2枚貝の貝殻をデザインしている。

## 概要
クラムシェル・アライアンスは1976年に、en:Paul Gunter、en:Howie Hawkins、en:Harvey Wasserman、en:Guy Chichesterらの活動家によって結成された。このアライアンス（同盟、連合）は1975年に、2000年までに1000の原子力発電所を建設するというリチャード・ニクソン大統領の計画に反対したニューイングランドの活動家や組織として開始された。
1970年代後半から1980年代にかけ、このグループはニューイングランドの原子力発電所に反対する非暴力の抗議活動を指揮した。1977年3月、2000名を超えるクラムシェルの抗議者がニューハンプシャー州のシーブルック原子力発電所(en)の建設予定地を占拠し、1414名が逮捕され、保釈を拒否した者は刑務所や州兵施設に最大2週間拘束された。
2007年、クラムシェル・アライアンスのベテランは設立30周年のウェブサイト「村の広場へ」(To the Village Square)に、団体の歴史と現在の課題を記載した。
クラムシェル・アライアンスはニューイングランドの全ての原子力に反対している。

## 参照
1. ↑  The Siege of Seabrook
2. ↑  To the Village Square